# Ильинский район (Краснодарский край)
Ильинский район — административно-территориальная единица в составе Азово-Черноморского и Краснодарского краёв, существовавшая в 1934—1953 годах. Центр — станица Ильинская
Ильинский район был образован 28 декабря 1934 года в составе Азово-Черноморского края. В его состав вошли 5 сельсоветов: Еремизино-Борисовский, Ильинский, Новолокинский, Туркинский и Успенский.
13 сентября 1937 года Ильинский район вошёл в состав Краснодарского края.
22 августа 1953 года Ильинский район был упразднён. При этом Еремизино-Борисовский и Ильинский с/с были переданы в Кавказский район, а Новолокинский, Туркинский и Успенский — в Белоглинский район.